# دوره هفدهم مجلس شورای ملی
دوره هفدهم مجلس شورای ملی در ۷ اردیبهشت ۱۳۳۱ (۲ شعبان ۱۳۷۱ ه‍.ق) بازگشایی شد و در ۲۸ آذر ۱۳۳۲ به فرمان شاه منحل شد. نخستین جلسهٔ رسمی مجلس در روز ۸ خرداد برگزار شد.
ریاست مجلس هفدهم ابتدا در دست سید حسن امامی بود که پس از مدت کوتاهی استعفا کرد و پس از او ابتدا سید ابوالقاسم کاشانی و سپس عبدالله معظمی ریاست مجلس را به دست گرفتند. محمد ذوالفقاری و احمد رضوی هم نواب ریاست مجلس بودند.
۸۱ نماینده به مجلس راه یافتند و انتخابات در بسیاری از حوزه‌ها برگزار نشد. مظفر بقائی نمایندهٔ نخست کرمان، از تهران نیز انتخاب شده‌بود. با انتصاب حسین فاطمی به وزارت خارجه، او از مجلس به هیئت دولت رفت. در این دوره، یک کابینه برای رأی اعتماد به مجلس معرفی شد. همچنین حدود ۴۵ قانون در مجلس به تصویب رسید.

## رخدادهای مهم

### انتخابات، افتتاح و ریاست مجلس
انتخابات از آبان ۱۳۳۰ آغاز شد و انتخابات تهران در ۱۷ دی ۱۳۳۰ برگزار شد. پس از انتخاب ۸۰ نماینده، محمد مصدق دستور توقف انتخابات تا پس از بازگشت خود از لاهه را صادر کرد. انتخابات سایر حوزه‌ها هرگز انجام نشد و تنها ۸۱ نماینده به مجلس راه یافتند. بسیاری از حوزه‌ها از جمله مشهد، اصفهان، شیراز، همدان، لار، بابل، ساری، اراک و سنندج نماینده‌ای در مجلس نداشتند. نخستین جلسهٔ رسمی مجلس در روز ۸ خرداد ۱۳۳۱ خورشیدی برگزار شد. در شانزدهمین نشست این مجلس که در ۱۰ تیر ۱۳۳۱ برگزار شد، سید حسن امامی به ریاست مجلس رسید.
حسن امامی در ۱۶ مرداد ۱۳۳۱ از ریاست مجلس استعفا کرد و سید ابوالقاسم کاشانی با رأی نمایندگان، جانشین او شد. سپس در اجلاسیهٔ دوم، عبدالله معظمی به ریاست مجلس انتخاب شد.

### قیام ۳۰ تیر
مجلس در ۱۵ تیر به کابینهٔ مصدق رأی اعتماد داد و شاه در ۱۹ تیر فرمان نخست‌وزیری او را صادر کرد. مصدق در ۲۵ تیر از شاه درخواست کرد که وزارت جنگ را به او بسپارد؛ ولی با مخالفت شاه مواجه شد. مصدق نیز در همان روز، استعفای خود را تقدیم کرد که توسط شاه پذیرفته شد. در ۲۶ تیر، شماری از نمایندگان مجلس، قوام را به نخست‌وزیری انتخاب کردند و فرمان نخست‌وزیری او در ۲۷ تیر اعلام شد. در ۳۰ تیر با حضور مردم در خیابان‌ها قوام کناره‌گیری کرد و مصدق دوباره مأمور تشکیل کابینه شد.

### انحلال مجلس
آخرین جلسهٔ رسمی مجلس هفدهم در روز ۱۸ تیر ۱۳۳۲ برگزار شد. پس از آن، ۵۲ تن از نمایندگان تا ۲۴ تیر استعفا دادند و مجلس از رسمیت افتاد. مصدق در ۵ مرداد رفراندمی را برگزار کرد که در آن دو گزینه انحلال مجلس یا انحلال دولت مطرح شده بود. این رفراندم در روزهای ۱۲ مرداد در تهران و ۱۹ مرداد در شهرستان‌ها برگزار شد.
پس از کودتای ۲۸ مرداد، فضل‌الله زاهدی به فرمان شاه به نخست‌وزیری رسید و کابینهٔ خود را در ۱ شهریور به شاه معرفی کرد. فرمان انحلال مجلس شورای ملی و سنا در ۲۸ آبان به امضای شاه رسید و مقدمات برگزاری انتخابات دوره هجدهم فراهم شد.

### سایر رخدادها
- ۱۲ مرداد ۱۳۳۱: تصویب لایحه اختیارات نخست‌وزیر
- ۱ آبان ۱۳۳۱: تصویب ماده واحده انحلال مجلس سنا
- ۲۵ آذر ۱۳۳۱: تصویب قانون ملی شدن ارتباطات تلفنی در سراسر کشور
- ۱۶ بهمن: تصویب قانون تأسیس شرکت اتوبوسرانی عمومی
- ۱۶ اسفند ۱۳۳۱: تصویب اساسنامه شرکت سهامی تلفن ایران